# Sean Wang
Sean Wang (* 1994 oder 1995 in Fremont, Kalifornien) ist ein US-amerikanisch-taiwanischer Filmregisseur, -produzent und -editor.

## Leben und Wirken
Wangs Eltern stammen ursprünglich aus Taiwan und wanderten in die USA aus. Schließlich zogen sie nach Fremont in die Bay Area, wo Wang geboren wurde. Wang studierte Film- und Videoschnitt an der USC School of Cinematic Arts in Kalifornien und schloss sein Studium mit einem Bachelor ab. Nach seinem Studium arbeitete er in den Google Creative Labs und nahm an verschiedenen Programmen des Sundance Institute teil, unter anderem für Regisseure und Drehbuchautoren.
Zunächst produzierte Wang vor allem Kurzfilme. Sein Dokumentarkurzfilm Nai Nai & Wài Pó, der erstmals beim Filmfestival South by Southwest 2023 veröffentlicht worden war, erhielt 2024 eine Oscarnominierung in der Kategorie Bester Dokumentar-Kurzfilm. Im selben Jahr wurde Wangs erster Spielfilm, Dìdi, auf dem Sundance Film Festival uraufgeführt, wo er den Publikumspreis als bester Spielfilm gewann.

## Filmografie
- 2017: Warm Springs (Kurzfilm)
- 2017: 3,000 Miles (Kurzfilm)
- 2018: How They Got Away (Kurzfilm)
- 2020: Still Here (Kurzfilm)
- 2021: H.A.G.S. (Have A Good Summer) (Kurzfilm)
- 2021: Sunday (Kurzfilm)
- 2023: Nai Nai & Wài Pó (Kurzfilm)
- 2024: Dìdi